# Gamera vs. Barugon
Gamera vs. Barugon (大怪獣決闘 ガメラ対バルゴン Daikaijū kettō: Gamera tai Barugon?), conocida en España como Los monstruos del fin del mundo, es una película japonesa del género kaiju de 1966 dirigida por Shigeo Tanaka y producida por Daiei Film. Es la segunda entrega en la serie de películas de Gamera, y es protagonizada por Kōjirō Hongō, Kyōko Enami y Yūzō Hayakawa, con Teruo Aragaki interpretando al monstruo gigante Gamera. 

## Argumento
Seis meses después de los acontecimientos de Gamera: El mundo bajo el terror, un meteorito choca con el cohete del Plan Z y libera a Gamera, quien regresa a la Tierra y ataca Kurobe Dam en Japón. Ichiro, un veterano de la Segunda Guerra Mundial, envía a Kawajiri Onodera y su hermano Keisuke a la isla de Nueva Guinea para recuperar un ópalo que una vez encontró y escondió en una cueva. A pesar de las advertencias de los aldeanos locales, el trío encuentra y localiza el ópalo, pero Kawajiri muere por una mortal picadura de escorpión. Keisuke es traicionado por Onodera y casi asesinado. Keisuke es rescatado por los lugareños y le cuenta a una de ellos, Karen, sobre el ópalo que encontraron. Karen revela que el supuesto "ópalo" no es realmente una joya y convence a Keisuke de que la lleve a Japón para recuperarlo.
En el camino de regreso a Japón, Onodera deja accidentalmente el ópalo expuesto a una luz infrarroja. El calor incuba el ópalo, que se revela como un huevo, y nace un lagarto, Barugon. Al llegar al puerto de Kobe, el barco queda repentinamente destruido. Ichiro encuentra a Onodera, quien le dice que Keisuke y Kawajiri murieron en la jungla. Habiendo crecido hasta alcanzar un tamaño inmenso, Barugon emerge del puerto y procede a atacar. Mientras debate cómo recuperar el ópalo, que todavía cree que está a bordo del barco hundido, Onodera sin darse cuenta deja escapar que mató a sus dos compañeros y luego asesina tanto a Ichiro como a su esposa para encubrir su crimen. El rayo arcoíris de Barugon atrae a Gamera y los dos luchan en Osaka. Sin embargo, Barugon congela a Gamera en su lugar. Keisuke y Karen encuentran a Onodera, lo someten y lo dejan atado en su casa. Keisuke y Karen sugieren un plan al Ministerio de Defensa mediante el uso de un diamante enorme para atraer a Barugon a un lago para que se ahogue.
El plan fracasa debido a la radiación insuficiente del diamante. Otro intento de irradiar el diamante con radiación infrarroja adicional casi tiene éxito, hasta que Onodera interfiere y roba la gema. Sin embargo, tanto él como el diamante son devorados por Barugon. Keisuke descubre que los espejos no se ven afectados por el rayo arcoíris de Barugon, por lo que el ejército idea un plan para reflejar su propia emanación del arco iris con un espejo gigante. Barugon está herido, pero al darse cuenta de su error, se niega a disparar otro arcoíris. Gamera se descongela y ataca a Barugon una vez más. Después de luchar, Gamera ahoga a Barugon en el lago Biwa y luego se va volando. Keisuke lamenta los acontecimientos causados por su codicia, creyendo que ahora está solo. Sin embargo, Karen le toma la mano y le dice que no está solo.

## Reparto
- Kōjirō Hongō como Keisuke Hirata.
- Kyōko Enami como Karen.
- Yūzō Hayakawa como Kawajiri.
- Takuya Fujioka como Dr. Satō
- Kōji Fujiyama como Onodera.
- Akira Natsuki como Ichirō Hirata.
- Yoshirō Kitahara como Profesor Amano.
- Ichirō Sugai como Dr. Matsushita.
- Bontarō Miake como General de la Fuerza de Auto-Defensa.
- Jutarō Hōjō como Comandante de la Fuerza de Auto-Defensa.
- Kazuko Wakamatsu como Sadae Hirata.
- Yuka Konno como amante de Onodera.
- Eiichi Takamura como Gobernador of Osaka.
- Kenichi Tani como Lee.
- Kōichi Itō como Superintendent-General de la Policía Metropolitana.
- Hikaru Hoshi como Capitán de Awaji Maru.
- Osamu Abe como Miembro de la Tripulación de Awaji Maru.
- Yoshihiro Hamaguchi como Miembro de la Tripulación de Awaji Maru.
- Teruo Aragaki como Gamera.

## Producción
La película presenta imágenes de archivo de la primera película de Gamera. Debido al éxito comercial de Gamera: El mundo bajo el terror, la secuela, Gamera vs. Barugon, tenía un presupuesto ampliado que Yuasa declaró que era de 80,000,000 yenes.

## Estreno
Gamera vs. Barugon se estrenó en Japón el 17 de abril de 1966.